# Diocesi di Port-Louis
La diocesi di Port-Louis (in latino Dioecesis Portus Ludovici) è una sede della Chiesa cattolica a Mauritius immediatamente soggetta alla Santa Sede. Nel 2023 contava 334.570 battezzati su 1.286.073 abitanti. È retta dal vescovo Jean Michaël Durhône.

## Territorio
La diocesi comprende l'isola di Mauritius, gli arcipelaghi di Agalega e Cargados Carajos e il Territorio Britannico dell'Oceano Indiano.
Sede vescovile è la città di Port Louis, dove si trova la cattedrale di San Luigi.
Il territorio è suddiviso in 40 parrocchie, raggruppate in 7 regioni pastorali.

## Storia
Nel 1712 fu eretta la prefettura apostolica delle Isole dell'Oceano Indiano (oggi diocesi di Saint-Denis-de-La Réunion), che aveva giurisdizione sulle isole di Riunione (all'epoca chiamata Bourbon), Seychelles e Mauritius (all'epoca chiamata Isle de France), colonie francesi, a cui si aggiunse nella seconda metà del Settecento anche il Madagascar.
Nell'aprile del 1722 i primi lazzaristi, a cui era stata affidata la prefettura apostolica, sbarcarono a Mauritius: erano i padri Jean-Baptiste Borthon e Gabriel Igou e i laici Etienne Lecoq e Pierre Adam. Nello stesso periodo fu fondata la parrocchia di San Luigi, i cui parroci ebbero il titolo di vice-prefetti, fino al 1772, quando la residenza della prefettura apostolica fu trasferita dalla Riunione a Port Louis sull'isola di Mauritius.
In seguito al trattato di Parigi del 1814, Mauritius e le Seychelles divennero parte dei domini coloniali inglesi. L'8 giugno 1818 la Santa Sede eresse il vicariato apostolico del Capo di Buona Speranza, Madagascar e territori adiacenti, affidato ai benedettini inglesi. Con due decisioni del 4 marzo e dell'11 aprile 1819 furono definiti, ampliandoli, i territori di competenza del vicario apostolico, a cui furono assegnati anche Sant'Elena, Mauritius, le Seychelles e l'Australia. Mauritius e le Seychelles furono così scorporate dalla prefettura apostolica delle Isole dell'Oceano Indiano (che assunse contestualmente il nome di prefettura apostolica di Bourbon), e Port Louis divenne sede dei vicari apostolici.
Nel 1829 cedette il Madagascar alla prefettura apostolica di Bourbon.
Il 3 giugno 1834 cedette un'altra porzione del suo territorio a vantaggio dell'erezione del vicariato apostolico della Nuova Olanda e della Terra di Van Diemen (oggi arcidiocesi di Sydney).
Il 6 giugno 1837, con il breve Ex munere di papa Gregorio XVI, il vicariato apostolico fu diviso in due: il Capo di Buona Speranza e l'isola di Sant'Elena divennero un vicariato apostolico autonomo (oggi arcidiocesi di Città del Capo), distinto dal vicariato apostolico di Mauritius, da cui dipendevano anche le Seychelles.
Il 7 dicembre 1847 il vicariato apostolico di Mauritius è stato elevato a diocesi in forza del breve Apostolici ministerii di papa Pio IX.
Nel 1852 ha ceduto un'ulteriore porzione del suo territorio a vantaggio dell'erezione della prefettura apostolica della Seychelles (oggi diocesi di Port Victoria).
Il 31 ottobre 2002 ha ceduto ancora una porzione di territorio a vantaggio dell'erezione del vicariato apostolico di Rodrigues.

## Cronotassi dei vescovi
Si omettono i periodi di sede vacante non superiori ai 2 anni o non storicamente accertati.
- Edward Bede Slater, O.S.B. † (18 giugno 1818[4] - 15 luglio 1832 deceduto)
- William Placid Morris, O.S.B. † (1832 - 3 febbraio 1840 sollevato)[5]
- William Bernard Allen Collier, O.S.B. † (14 febbraio 1840 - 6 settembre 1863 dimesso)
- Michael Adrian Hankinson, O.S.B. † (15 settembre 1863 - 21 settembre 1870 deceduto)
- William Benedict Scarisbrick, O.S.B. † (22 dicembre 1871 - 27 settembre 1887 dimesso[6])
- Johann Gabriel Léon Louis Meurin, S.I. † (27 settembre 1887 - 1º giugno 1895 deceduto)
- Peter Augustine O'Neill, O.S.B. † (22 maggio 1896 - 26 novembre 1909 dimesso[7])
- James Romanus Bilsborrow, O.S.B. † (13 settembre 1910 - 7 febbraio 1916 nominato arcivescovo di Cardiff)
- Giovanni Battista Murphy, C.S.Sp. † (8 luglio 1916 - 16 aprile 1926 deceduto)
- Jacques Leen, C.S.Sp. † (16 aprile 1926 succeduto - 19 dicembre 1949 deceduto)
- Daniel Liston, C.S.Sp. † (19 dicembre 1949 succeduto - 23 aprile 1968 dimesso[8])
- Jean Margéot † (6 febbraio 1969 - 15 febbraio 1993 ritirato)
- Maurice Piat, C.S.Sp. (15 febbraio 1993 succeduto - 19 maggio 2023 ritirato)
- Jean Michaël Durhône, dal 19 maggio 2023

## Statistiche
La diocesi nel 2023 su una popolazione di 1.286.073 persone contava 334.570 battezzati, corrispondenti al 26,0% del totale.
| anno | popolazione | popolazione | popolazione | presbiteri | presbiteri | presbiteri | presbiteri                | diaconi | religiosi | religiosi | parrocchie |
| anno | battezzati  | totale      | %           | numero     | secolari   | regolari   | battezzati per presbitero | diaconi | uomini    | donne     | parrocchie |
| ---- | ----------- | ----------- | ----------- | ---------- | ---------- | ---------- | ------------------------- | ------- | --------- | --------- | ---------- |
| 1950 | 141.941     | 419.185     | 33,9        | 61         | 27         | 34         | 2.326                     |         | 29        | 310       | 37         |
| 1970 | 269.000     | 812.348     | 33,1        | 110        | 78         | 32         | 2.445                     |         | 53        | 301       | 42         |
| 1980 | 340.000     | 970.000     | 35,1        | 96         | 55         | 41         | 3.541                     |         | 101       | 316       | 45         |
| 1990 | 294.903     | 1.085.570   | 27,2        | 87         | 55         | 32         | 3.389                     |         | 61        | 271       | 44         |
| 1999 | 310.000     | 1.276.000   | 24,3        | 87         | 59         | 28         | 3.563                     |         | 64        | 261       | 49         |
| 2000 | 287.853     | 1.242.000   | 23,2        | 88         | 60         | 28         | 3.271                     |         | 64        | 261       | 49         |
| 2001 | 287.726     | 1.180.915   | 24,4        | 95         | 59         | 36         | 3.028                     |         | 66        | 246       | 52         |
| 2002 | 245.639     | 1.143.069   | 21,5        | 100        | 58         | 42         | 2.456                     |         | 67        | 234       | 49         |
| 2003 | 278.251     | 1.143.069   | 24,3        | 104        | 59         | 45         | 2.675                     |         | 74        | 250       | 46         |
| 2004 | 278.251     | 1.143.069   | 24,3        | 97         | 57         | 40         | 2.868                     |         | 74        | 234       | 46         |
| 2007 | 278.251     | 1.143.069   | 24,3        | 89         | 47         | 42         | 3.126                     | 1       | 77        | 218       | 41         |
| 2013 | 312.917     | 1.253.000   | 25,0        | 87         | 43         | 44         | 3.596                     |         | 72        | 187       | 39         |
| 2016 | 327.600     | 1.260.000   | 26,0        | 91         | 46         | 45         | 3.600                     |         | 70        | 177       | 36         |
| 2019 | 330.360     | 1.270.623   | 26,0        | 94         | 44         | 50         | 3.514                     | 5       | 68        | 174       | 44         |
| 2021 | 331.713     | 1.275.820   | 26,0        | 87         | 42         | 45         | 3.812                     | 5       | 60        | 158       | 42         |
| 2023 | 334.570     | 1.286.073   | 26,0        | 77         | 37         | 40         | 4.345                     | 5       | 53        | 153       | 40         |